# Mallada tripunctatus
Mallada tripunctatus är en insektsart som först beskrevs av Robert McLachlan 1867.
Mallada tripunctatus ingår i släktet Mallada och familjen guldögonsländor. Inga underarter finns listade i Catalogue of Life.